# Sinterització selectiva per làser

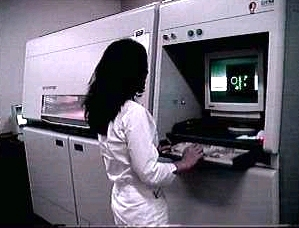
Una màquina SLS que s'utilitza al Centro de Pesquisas Renato Archer al Brasil.

Procés de sinterització per làser selectiu. 1 Làser 2 Sistema d'escàner 3 Sistema de lliurament de pols 4 Pistó de lliurament de pols 5 Corró 6 Pistó de fabricació 7 Llit de pols de fabricació 8 Objecte que s'està fabricant (vegeu requadre) A Direcció d'escaneig làser B Partícules de pols sinteritzada (estat marró) C Feix làser D Sinterització làser E Pre -llet de pols col·locat (estat verd) F Material no sinteritzat en capes anteriors.

La sinterització selectiva per làser (SLS) és una tècnica de fabricació additiva (AM) que utilitza un làser com a font d'energia i calor per sinteritzar material en pols (normalment niló o poliamida), dirigint el làser automàticament a punts de l'espai definits per un model 3D, vinculant-se. el material junts per crear una estructura sòlida. És similar a la fusió per làser selectiva; els dos són instàncies del mateix concepte però difereixen en detalls tècnics. SLS (així com les altres tècniques d'AM esmentades) és una tecnologia relativament nova que fins ara s'ha utilitzat principalment per a prototips ràpids i per a la producció de components de baix volum. Els rols de producció s'estan expandint a mesura que millora la comercialització de la tecnologia AM.
La sinterització selectiva per làser (SLS) va ser desenvolupada i patentada pel Dr. Carl Deckard i l'assessor acadèmic, el Dr. Joe Beaman a la Universitat de Texas a Austin a mitjans dels anys vuitanta, sota el patrocini de DARPA. Deckard i Beaman van estar implicats en l'empresa emergent DTM, creada per dissenyar i construir les màquines SLS. El 2001, 3D Systems, el major competidor de la tecnologia DTM i SLS, va adquirir DTM. La patent més recent sobre la tecnologia SLS de Deckard es va emetre el 28 de gener de 1997 i va caducar el 28 de gener de 2014.
Com que SLS requereix l'ús de làsers d'alta potència, sovint és massa car, per no dir possiblement massa perillós, utilitzar-lo a la llar. La despesa associada i el perill potencial de la impressió SLS a causa de la manca de sistemes làser disponibles comercialment amb tancaments de seguretat de classe 1 fan que el mercat domèstic de la impressió SLS no sigui tan gran com el mercat d'altres tecnologies de fabricació additiva, com ara el modelatge de deposició fosa (Fused Deposition Modeling). FDM).
Una tecnologia de capes de fabricació additiva, SLS implica l'ús d'un làser d'alta potència (per exemple, un làser de diòxid de carboni) per fusionar petites partícules de plàstic, metall, ceràmica o pols de vidre en una massa que tingui una forma tridimensional desitjada. El làser fusiona selectivament material en pols escanejant seccions transversals generades a partir d'una descripció digital en 3D de la peça (per exemple, a partir d'un fitxer CAD o dades d'escaneig) a la superfície d'un llit de pols. Després d'escanejar cada secció transversal, el llit de pols es redueix en un gruix de capa, s'aplica una nova capa de material a la part superior i el procés es repeteix fins que s'ha completat la peça.